# Українська асоціація досліджень жіночої історії
Українська асоціація досліджень жіночої історії (УАДЖІ) — недержавна неприбуткова громадська організація, добровільне об'єднанняя фахових історикинь (істориків), котрі значну частину своїх наукових інтересів та освітньої діяльності зосереджують на дослідженні та/або викладанні жіночої та гендерної історії.

## Історія
Будучи національним осередком Міжнародній федерації дослідження жіночої історії (IFRWH), заснованої у 1987 році, УАДЖІ поділяє головну мету Федерації "заохочувати та координувати дослідження всіх аспектів жіночої історії на міжнародному рівні", та репрезентує інтереси й наукові доробки українських дослідниць на міжнародній арені. В партнерстві з такими організаціями, як Українська асоціація усної історії, Міжнародна асоціація гуманітаріїв [Архівовано 11 жовтня 2019 у Wayback Machine.], Львівський науково-дослідний центр "Жінка і суспільство", ВГО "Жінки в науці", Музей жіночої та гендерної історії, російський філіал [Архівовано 20 жовтня 2019 у Wayback Machine.] IFRWH, УАДЖІ забезпечує сприяння розвитку досліджень жіночої та гендерної історії в Україні.
Заснована восени 2010-го групою науковиць, чия дослідницька та викладацька діяльність тісно пов'язана із сферою жіночої та гендерної історії, асоціація функціонує понині і базується у Львові[уточнити]. Правління асоціації: президент Оксана Кісь, віце-президент — Ольга Лабур, вчена секретарка — Катерина Кобченко.

## Діяльність
Загальна мета діяльності УАДЖІ — підтримка, сприяння розвитку досліджень у сфері жіночої та гендерної історії в Україні, а також їхня систематизація та координація.
Конкретними пунктами асоціація визначає прагнення інтегрувати гендерний підхід у науково-освітній процес, досягти дотримання принципу гендерної рівності у суспільних практиках та підвищити теоретико-методологічний рівень дослідницької та викладацької роботи. УАДЖІ покликана створювати осередки вивчення й дослідження жіночої і гендерної історії в науково-освітніх установах, підтримувати індивідуальні та колективні науково-освітні проекти та розробляти науково-методичну літературу.
Головними завданнями асоціації є:
- організація наукових досліджень з жіночої та гендерної історії,
- опрацювання та введення освітніх проектів,
- інституціоналізація жіночої та гендерної історії у вищій школі та академічній науці,
- налагодження співпраці з українськими та закордонними інститутами та організаціями,
- ліквідація явища академічної недоброчесності (такої, як плагіат),
- поширення наукового доробку як дослідниць(-ків), що входять в УАДЖІ, так і інших вчених у галузі гендерної та жіночої історії.

Основні напрямки роботи УАДЖІ:
- формування інформаційних банків даних,
- фахова експертиза наукових праць, науково-методичних розробок, освітніх програм тощо,
- асистування та консультація науково-дослідних установ, громадських організацій, ЗМІ та дослідниць(-ків) індивідуально,
- організація науково-освітніх заходів: конференції, семінари, літні школи,
- поширення наукового доробку у сфері жіночої та гендерної історії шляхом відкритих лекцій, презентацій, виставок, виступів у медіа.
- інформаційна та науково-методична підтримка членкинь УАДЖІ.

УАДЖІ проводить постійний моніторинг стану досліджень в галузі жіночої та гендерної історії та викладання цих тем в Україні. Засновниця УАДЖІ Оксана Кісь у інтерв'ю з Тамарою Марценюк зазначила:
"...дослідження досить глибокі, ґрунтовні, це не поверхові перекази чужих ідей, а авторські оригінальні розвідки на цілком нових історичних джерелах, зі свіжим поглядом на, здавалося б, знайомі теми. Ці роботи збудовано не на якихось ура-патріотичних пафосних гаслах чи певному міфологізованому уявленні про минуле українського жіноцтва, а на реальних історичних документах, на архівах, спогадах жінок, їхньому листуванні, щоденниках". 

### Онлайн-просвіта
Інтернет-сторінка УАДЖІ [Архівовано 12 квітня 2019 у Wayback Machine.] слугує віртуальним майданчиком для згуртування та інформаційної підтримки фахової історичної спільноти, яка усвідомлює необхідність урахування категорії гендеру в історичних студіях та активно застосовує цей підхід у науково-освітній практиці.
Сайт інформмує про діяльність УАДЖІ, актуальні наукові події (конференції, семінари, публічні лекції), можливості для додаткової освіти та наукового розвитку (літні школи, стажування), ресурси для досліджень (проекти, гранти), що стосуються тематики жіночої та гендерної історії.
Рубрика «Електронна бібліотека [Архівовано 11 жовтня 2019 у Wayback Machine.]» містить публікації сучасних досліджень у галузі. Крім конкретно історичних досліджень окремих аспектів минулого українського жіноцтва, представлено дискусійні статті з методології і бібліографії жіночої та гендерної історії в Україні. Матеріали, опубліковані на сайті УАДЖІ, призначені для кіл вчених, викладачів та студентства, які цікавляться жіночою та гендерною історією, проте стануть у нагоді всім небайдужим до гендерної проблематики в історичній ретроспективі.
Після кількамісячної перерви, у липні 2018 року сайт відновив роботу.

### Проекти
Серед ініціатив УАДЖІ — інформаційно-просвітницький проект «Війна не робить винятків. Жіночі історії Другої світової», організовний у співпраці з Українським інститутом національної пам'яті та Національним музеєм історії України у Другій світовій війні в травні 2016 року. Виставка освітила історії учасниць Другої світової та тодішні жіночі долі через історії 12 жінок, котрі воювали в підпіллі ОУН, в лавах УПА, в Червоній армії та в Канадському жіночому армійському корпусі. Див. також Жінки в Першій світовій війні.

## Структура
Вищим керівним органом асоціації є Загальні збори, що вирішують ключові питання діяльності організації:
- визначають структури організації УАДЖІ;
- приймають, доповнюють та змінюють статут організації;
- визначають основні напрямки діяльності УАДЖІ;
- обирають та переобирають президента(-ку) та склад правління асоціації;
- затверджують звіти ревізійної комісії асоціації;
- приймають рішення про припинення діяльності УАДЖІ.

Частота проведення Загальних зборів не визначена, вони збираються за необхідності, проте не рідше одного разу на 5 років. Загальні збори визнаються дійсними за умови, що не менше половини членкинь (членів) асоціації беруть участь у їхній роботі. Ухвалення рішень проводиться голосування «за» більшою частиною учасниць(-ків) зборів.

### Склад та членство

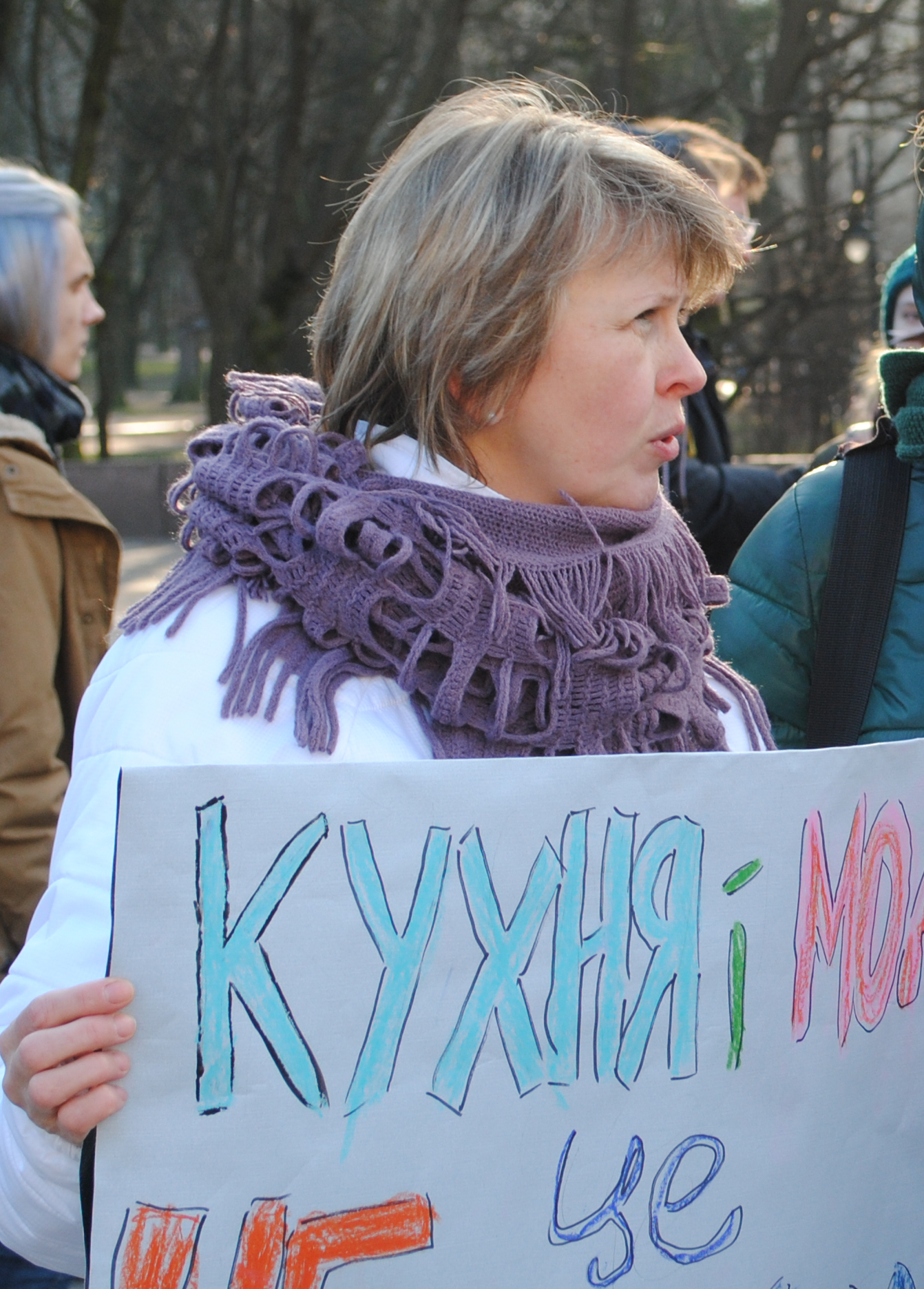
Оксана Кісь на акції «Чому мені потрібен фемінізм?» (8 березня 2016 року), з плакатом "Кухня і мода - це не свобода".

Успадкувавши структуру від материнської організації, Міжнародної федерації дослідження жіночої історії, УАДЖІ поділяється на Правління та добровільне членство. Чинним керівним органом є Правління асоціації, яке складається з 7 осіб: президента, Віце-президента, Секретарки та чотирьох членкинь Правління. Склад Правління асоціації обирається на Загальних зборах.
Поточне правління УАДЖІ (на жовтень 2019):
- Оксана Кісь (засновниця, президент асоціації),
- Ольга Лабур (Віце-президент),
- Катерина Кобченко (Вчена секретарка),
- Олена Стяжкіна,
- Оксана Маланчук-Рибак,
- Лариса Буряк,
- Марина Вороніна,

Членами асоціації є такі українські дослідниці, письменниці, громадські діячки, як (детальніший склад у розділі "членство" [Архівовано 19 липня 2019 у Wayback Machine.]):
- Мар'яна Байдак,
- Ольга Бежук,
- Марта Гавришко,
- Ірина Ігнатенко (Колодюк),
- Ірина Петренко,
- Олена Петренко,
- та Іванна Черчович.